# (100361) 1995 UC14
(100361) 1995 UC14 es un asteroide perteneciente al cinturón de asteroides, descubierto el 17 de octubre de 1995 por el equipo del Spacewatch desde el Observatorio Nacional de Kitt Peak, Arizona, Estados Unidos.

## Designación y nombre
Designado provisionalmente como 1995 UC14.

## Características orbitales
1995 UC14 está situado a una distancia media del Sol de 2,430 ua, pudiendo alejarse hasta 2,926 ua y acercarse hasta 1,934 ua. Su excentricidad es 0,204 y la inclinación orbital 0,474 grados. Emplea 1384 días en completar una órbita alrededor del Sol.

## Características físicas
La magnitud absoluta de 1995 UC14 es 16. Tiene 1,829 km de diámetro y su albedo se estima en 0,231.